# Stefani Werremeier
Stefani Werremeier (n. 17 octombrie 1968, Osnabrück, Germania) este o canotoare ce a reprezentat Germania, medaliată olimpică. A participat la 2 ediții ale Jocurilor Olimpice (1992, 1996) în care a câștigat o medalie de argint.